# Ankouamb
Ankouamb est un village du Cameroun situé dans le département du Haut-Nyong et dans la région de l'Est. Il fait partie de la commune de Abong-Mbang.

## Population
Ankouamb dénombrait 285 habitants lors du recensement de 2005, dont 142 hommes et 143 femmes.